# Sellos postales del período de la guerra civil rusa

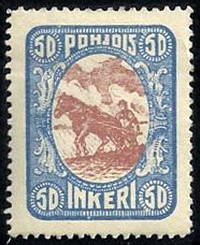
Sello postal de Ingria del Norte (Pohjois-Inkeri, Северная Ингрия; 1920)

Sellos postales del período de la guerra civil rusa (del ruso: Гражданская война) que incluye las emisiones de los gobiernos locales y militares en el territorio de Rusia desde 1918 a 1922, junto a sellos postales y otras estampillas de RSFS de Rusia. Las emisiones del período de la Guerra Civil eran en su mayoría sobrecargas. Principalmente se producían por una sobreestimación de las reservas existentes de sellos de valores no comerciales o como control para la confirmación de la pertenencia de las regiones administrativas.

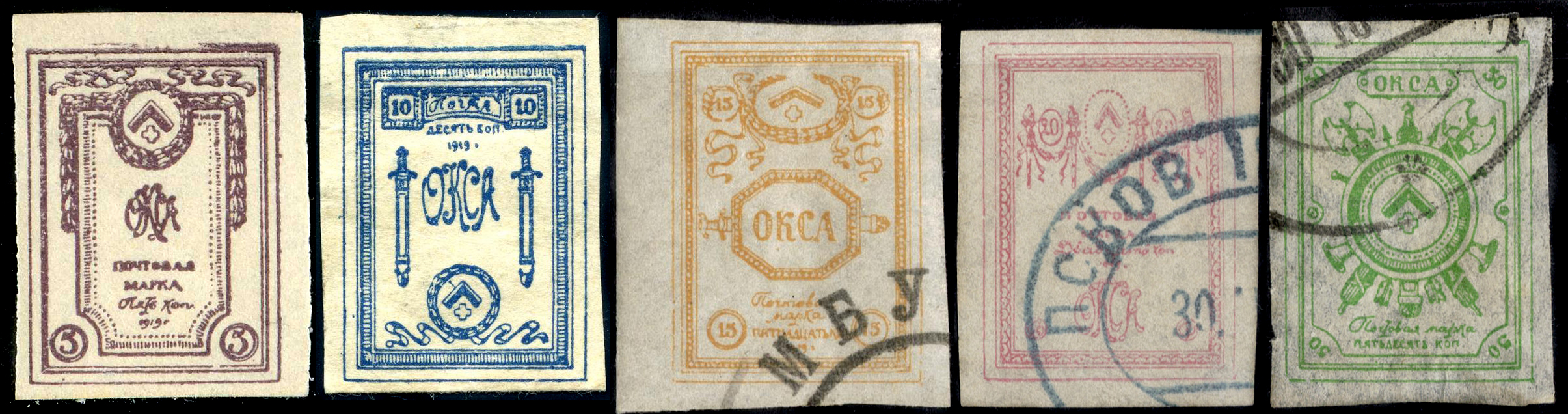
Sellos de la División Especial del Ejército del Norte (1919)
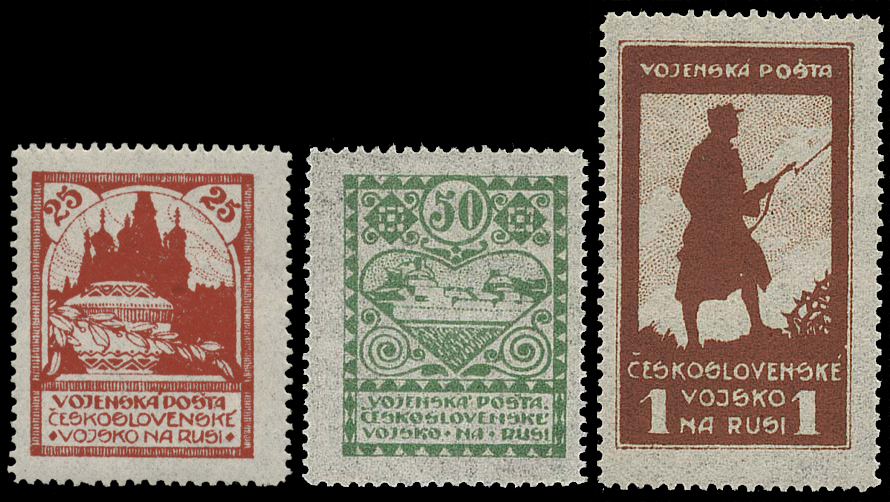
Sellos de la Legión Checoslovaca en Rusia (1919)
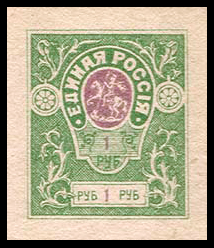
Fantasía del Comando General de las Fuerzas Armadas del Sur de Rusia (1919)
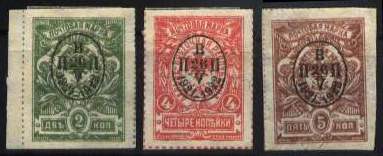
Sellos conmemorativos del Gobierno Provisional de Priamurski (1921)